# Talagawetan
Talagawetan is een bestuurslaag in het regentschap Majalengka van de provincie West-Java, Indonesië. Talagawetan telt 5753 inwoners (volkstelling 2010).